# Soroush Rafiei
Soroush Rafiei (persiano سروش رفیعی; Shiraz, 24 marzo 1990) è un calciatore iraniano, attaccante del Persepolis  e della nazionale iraniana.

## Statistiche

### Cronologia presenze e reti in nazionale
| Cronologia completa delle presenze e delle reti in nazionale ― Iran | Cronologia completa delle presenze e delle reti in nazionale ― Iran | Cronologia completa delle presenze e delle reti in nazionale ― Iran | Cronologia completa delle presenze e delle reti in nazionale ― Iran | Cronologia completa delle presenze e delle reti in nazionale ― Iran | Cronologia completa delle presenze e delle reti in nazionale ― Iran | Cronologia completa delle presenze e delle reti in nazionale ― Iran | Cronologia completa delle presenze e delle reti in nazionale ― Iran |
| Data                                                                | Città                                                               | In casa                                                             | Risultato                                                           | Ospiti                                                              | Competizione                                                        | Reti                                                                | Note                                                                |
| ------------------------------------------------------------------- | ------------------------------------------------------------------- | ------------------------------------------------------------------- | ------------------------------------------------------------------- | ------------------------------------------------------------------- | ------------------------------------------------------------------- | ------------------------------------------------------------------- | ------------------------------------------------------------------- |
| 18-11-2014                                                          | Teheran                                                             | Iran                                                                | 1 – 1                                                               | Corea del Sud                                                       | Amichevole                                                          | -                                                                   | 60’                                                                 |
| 4-1-2015                                                            | Wollongong                                                          | Iraq                                                                | 0 – 1                                                               | Iran                                                                | Amichevole                                                          | -                                                                   | 68’                                                                 |
| 11-1-2015                                                           | Melbourne                                                           | Iran                                                                | 2 – 0                                                               | Bahrein                                                             | Coppa d'Asia 2015 - 1º turno                                        | -                                                                   | 89’                                                                 |
| 19-1-2015                                                           | Brisbane                                                            | Iran                                                                | 1 – 0                                                               | Emirati Arabi Uniti                                                 | Coppa d'Asia 2015 - 1º turno                                        | -                                                                   |                                                                     |
| Totale                                                              |                                                                     | Presenze                                                            | 4                                                                   |                                                                     | Reti                                                                | 0                                                                   |                                                                     |

## Carriera

### Club
Ha sempre giocato nel campionato iraniano.

### Nazionale
Ha esordito in nazionale nel 2014.